# البوارح
البوارح هي قرية تقع في سلطنة عمان في ولاية السويق في منطقة الباطنة شمال يحدها من الجنوب قرية حلة الجنبة ومن الشمال ضيان البوسعيد ومن الشرق بحر عمان ومن الغرب وادي الجهاور.

## طبيعة ضيان البوارح وسكانها
تمتاز البوارح بمناظرها الخلابة المتمثلة في الخيران والمزارع ومنظر القوارب الراسية على الشاطيء والعابرة في البحر. كذلك يوجد بها حصن البوارح الذي يعود تاريخه إلى قبل الإسلام وكذلك تمتاز بعمرانها الجميل المتناسق على طول ساحل البحر والذي يمتاز ببنائه الجميل والمتناسق بحيث توجد المباني القديمة وكذلك الحديثة. يشتغل معظم سكانها في الزراعة وصيد الأسماك فضلا عن الدوائر الحكومية والعامة. معظم السكان فيها من قبيلة البارحي ومن قبائل أخرى كالبلوشي والقريني والمقبالى والهنداسي والضبعوني والعريمي.

## أجزاء البوارح
تنقسم البوارح مجموعه من الحلل وهي:
الصريمة وتقع على ساحل البحر
- حارة الكيلة وهي المركز الذي يسكن بها شيخ المنطقة ويوجد بها جامع لصلاة الجمعة وصلاة العيد وعدد من المحلات التجارية
- العذيبة: وسميت بهذا الاسم لوجود خور ذو مياه عذبه كان يستخدم للشرب
- الغديرة: ويغلب عليها طابع البداوة فأهلها يشتغلون في تربية الماشية والإبل ويوجد بها مضمار لسباق الإبل.
- الصريمة: بها العديد من أماكن الصيد، وبها ملعب فريق الساحل الرياضي

ومن المناطق الأخرى
- الحصن
- الجامع
- الصبيخة
- القريحة
- خور الحضيب

## الرياضة في البوارح
انشأ في البوارح في عام 1978 فريق البوارح الذي انشئ قبل ذلك في الكويت على يد عدد من المغتربين. تم تحويل المسمى إلى الساحل (الذي يتبع [نادي السويق]) لانضمام العديد من الشباب من القرى المجاورة مثل ضيان البوسعيد وحلة الجنبة وخضراء ال بورشيد إلى الفريق.
يترأس إدارة الفريق في الفترة الحالية سعيد بن سيف البارحي، وينوبه جاسم بن سعيد الفارسي.